# Sarah Hirini
Sarah Hirini, född 9  december 1992, är en nyzeeländsk rugbyspelare. Hon ingick i det nyzeeländska lag som tog silver i sjumannarugby vid OS 2016 i Rio de Janeiro och guld vid OS 2020 i Tokyo och OS 2024 i Paris.